# Irygator do zębów

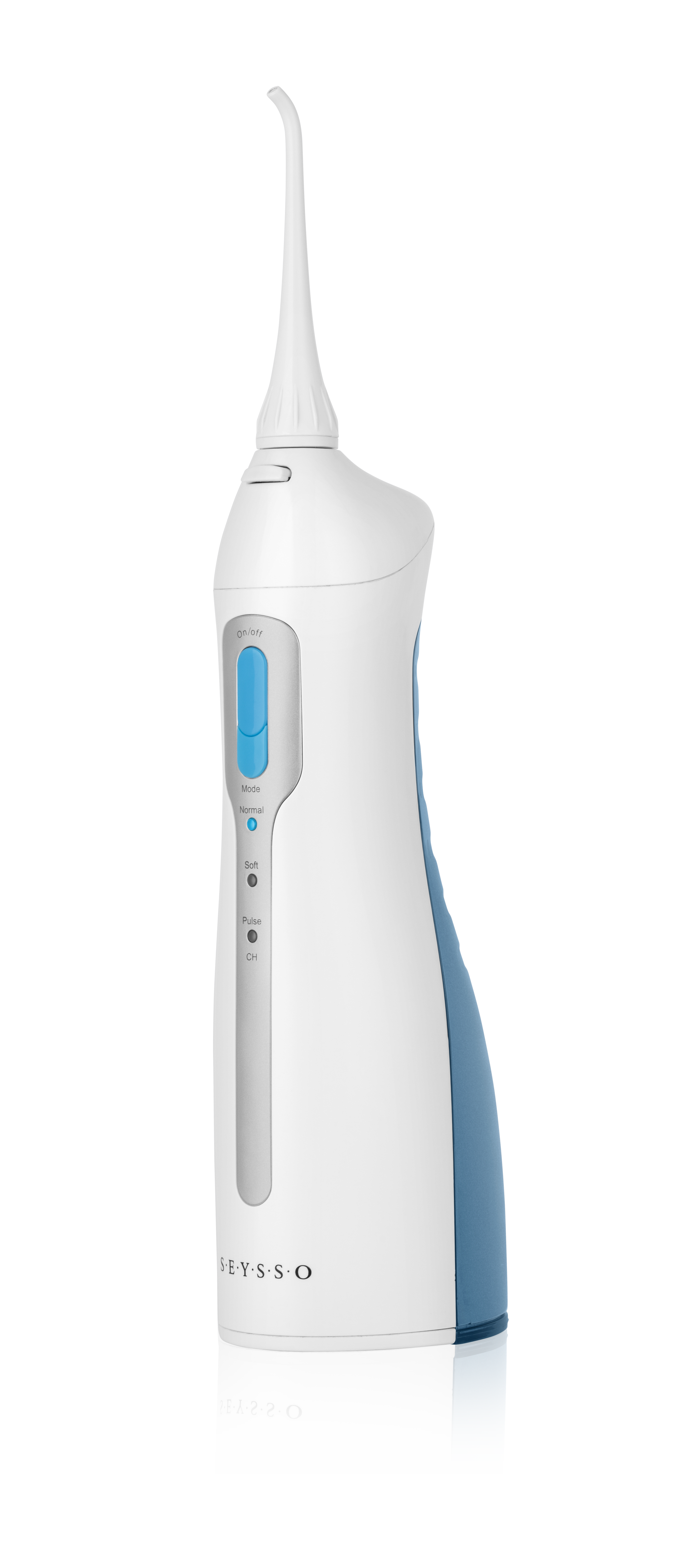
Irygator bezprzewodowy marki SEYSSO

Irygator do zębów (też: irygator dentystyczny, irygator do jamy ustnej lub irygator doustny) – urządzenie służące do przepłukiwania jamy ustnej. Wykorzystuje pulsujący strumień wody pod ciśnieniem do usuwania płytki bakteryjnej i resztek pokarmowych z powierzchni stycznych zębów (przestrzeni między zębami) oraz z miejsc poniżej linii dziąseł. Pulsujący strumień wody masuje dziąsła, poprawiając ich ukrwienie. Działanie irygatora jest skutecznym sposobem stosowanym w leczeniu oraz zapobieganiu chorób przyzębia. Urządzenie może ułatwić czyszczenie jamy ustnej osobom z aparatem ortodontycznym i implantami.

## Historia
Irygator dentystyczny został wynaleziony przez dwóch Amerykanów - stomatologa dr. Geralda Moyera  oraz inżyniera Johna Mattingly’ego - pod koniec lat 50. XX wieku w Fort Collins w stanie Colorado. Pomysłodawcą był stomatolog Gerald Moyer, który zauważył u swoich starszych pacjentów częste problemy z dziąsłami. Chciał stworzyć urządzenie, które mogłoby wytwarzać stały, silny strumień wody i oczyszczać miejsca przy dziąsłach z resztek pokarmowych i bakterii, jednocześnie masując tkankę dziąsłową. W tym celu Moyer nawiązał współpracę z inżynierem hydrauliki, profesorem na Uniwersytecie Kolorado Johnem Mattinglym. John Mattingly był zaintrygowany koncepcją Moyera. W wyniku wielu prób udało mu się skonstruować pierwsze urządzenie do irygacji jamy ustnej, które swoje działanie opierało na silniku z wydrążonym i rozszerzonym tłokiem. Pierwszy irygator nie wytwarzał jednak stałego strumienia wody, jak założył Moyer, a strumień pulsujący. Nowe urządzenie było testowane przez kilku pacjentów Moyera z pozytywnym rezultatem. W 1962 roku irygator doustny został przedstawiony na corocznej konwencji dentystycznej w Dallas, w stanie Texas, gdzie wzbudził zainteresowanie obecnych tam stomatologów. Aby rozpowszechnić swój produkt na szerszą skalę, w 1962 roku wspólnicy założyli firmę Aqua Tec. Początkowo produkt był dystrybuowany tylko w gabinetach stomatologicznych. Z czasem irygatory były dostępne w szerszej dystrybucji w domach towarowych oraz aptekach. W 1966 roku wynalazek Moyera i Mattingly’ego uzyskał patent, głównie dzięki zastosowaniu w urządzeniu pulsującego przepływu wody. Od momentu wprowadzenia irygatorów na rynek, zostały one poddane ocenie w ponad 65 badaniach naukowych. Sprawdzano ich działanie u osób w trakcie leczenia chorób przyzębia, z zapaleniem dziąseł, z aparatem ortodontycznym, implantami i koronami.

## Budowa i działanie
Silniczek elektryczny znajdujący się w korpusie urządzenia napędza miniaturową pompę. Wlot pompy połączony jest ze zbiornikiem na wodę, natomiast wylot poprzez wężyk połączony jest z dyszą strumieniową (końcówka przy pomocy której wykonuje się czyszczenie jamy ustnej). W pompie, między jej wlotem a wylotem znajduje się cylinder, w którym tłok porusza się ruchem posuwisto-zwrotnym, co pozwala wytworzyć pulsujący strumień wody o odpowiedniej prędkości. Pompa wyposażona jest w elementy sterujące, służące do regulacji objętości, ciśnienia i poziomu intensywności strumienia wody.
Woda pobierana jest ze zbiornika przez wlot pompy, a następnie pod zwiększonym ciśnieniem kierowana przez wężyk do dyszy strumieniowej. Wąski otwór dyszy pozwala wytworzyć cienki strumień wody, który w łatwy sposób można skierować w wybrane miejsce w jamie ustnej (powierzchnie styczne zębów, obszary wzdłuż linii dziąseł, kieszonki dziąsłowe).
Wydostający się z dyszy pulsujący strumień wody pod zwiększonym ciśnieniem powoduje wytworzenie fazy kompresji i dekompresji, które bezpośrednio oddziałują na tkankę dziąsłową. Powstały mechanizm ułatwia usuwanie naddziąsłowej płytki nazębnej, resztek pokarmowych i bakterii znajdujących się w obszarze poddziąsłowym. Pulsujący strumień wody dodatkowo stymuluje dziąsła, poprawiając ich ukrwienie.

## Klasyfikacja irygatorów
Irygatory doustne można podzielić na dwa typy: stacjonarne (zasilane sieciowo) i przenośne (bezprzewodowe - zasilane przez akumulator). Irygatory stacjonarne są większe od irygatorów bezprzewodowych, które dzięki mniejszym rozmiarom są bardziej mobilne.  
Każdy typ irygatora ma zbiornik na wodę, możliwość regulowania ciśnienia wody, uchwyt z wymienną dyszą. Pojemność zbiornika uzależniona jest od typu irygatora. W irygatorach stacjonarnych zbiornik ma zazwyczaj większą pojemność (450-600 ml) niż w irygatorach bezprzewodowych (30-210 ml). W tych drugich pojemnik na wodę jest zintegrowany z całym urządzeniem. Ciśnienie strumienia wody w irygatorach jest regulowane. Pozwala to dostosować wartość ciśnienia do czyszczonego obszaru w jamie ustnej (np. wąskie przestrzenie między zębami, kieszonki dziąsłowe, elementy aparatu ortodontycznego). Zazwyczaj niższe ciśnienie wody zalecane jest do oczyszczania obszarów przydziąsłowych, natomiast wyższe ciśnienie zalecane jest do usuwania  resztek pokarmowych i płytki bakteryjnej znajdujących się między zębami. W irygatorach stacjonarnych ciśnienie reguluje się przy pomocy pokrętła, natomiast w irygatorach bezprzewodowych znajduje się kilka programów pracy, do których przypisane jest konkretne ciśnienie. Dysza osadzona na rączce z wężykiem pomaga użytkownikowi skierować strumień wody w wybrane miejsce w jamie ustnej. W irygatorze stacjonarnym rączka z dyszą poprzez wężyk połączona jest z korpusem urządzenia. Wersja bezprzewodowa nie ma osobnej rączki z wężykiem, wynika to z rozmiarów tego urządzenia. Dlatego irygator bezprzewodowy jest tak skonstruowany, aby mógł pełnić również rolę uchwytu. 
Irygatory generują ciśnienie wody w zakresie od 0,34 do nawet 6,8 bara. Zazwyczaj modele stacjonarne wytwarzają większe maksymalne ciśnienie wody niż irygatory bezprzewodowe. Do irygatorów dedykowane są specjalistyczne końcówki wymienne. Najczęściej spotykane to końcówki do kieszonek dziąsłowych, aparatów ortodontycznych, koron, mostów lub implantów.

## Prawidłowa technika mycia jamy ustnej irygatorem dentystycznym
Po napełnieniu zbiornika wodą, końcówkę dyszy należy skierować blisko linii dziąseł, pod kątem 90 stopni. Następnie należy uruchomić urządzenie, ustawiając uprzednio odpowiednią wartość ciśnienia. Irygację zaleca się rozpoczynać od tylnych zębów, podążając powoli wzdłuż linii dziąseł. Strumień wody należy kierować między przestrzenie zębowe, powierzchnie nad linią dziąseł, zatrzymując się na chwilę przy czyszczonym obszarze. W przypadku trudno dostępnych miejsc, np. przy aparacie ortodontycznym, przy kieszonkach dziąsłowych można zmieniać kąt ustawienia dyszy

## Badania
Liczne badania naukowe potwierdzają, że używanie irygatora pomaga zmniejszyć stan zapalny dziąseł, ich krwawienie, liczbę patogenów związanych z chorobami przyzębia oraz poziom mediatorów stanu zapalnego. Czterotygodniowe badanie przeprowadzone na 105 osobach na Uniwersytecie Nebraska w USA wykazało, że stosowanie doustnego irygatora ze szczoteczką manualną lub elektryczną zmniejsza krwawienie i stan zapalny dziąseł prawie dwa razy skuteczniej, niż stosowanie szczoteczki manualnej lub elektrycznej w połączeniu z nicią dentystyczną. W jednym z badań zaobserwowano, że dodatkowe używanie irygatora u pacjentów ortodontycznych zmniejsza krwawienie oraz stan zapalny dziąseł bardziej niż u osób noszących aparat ortodontyczny używających tylko szczoteczki do zębów. Skuteczność w usuwaniu płytki nazębnej wykazano w innym badaniu, przeprowadzonym na Uniwersytecie Południowej Kalifornii. W badaniach in vitro i in vivo zaobserwowano, że 3-sekundowe działanie strumienia wody o średnim ciśnieniu (70 psi, czyli 4,83 bara) na powierzchnię zębów usuwa z nich 99,9% płytki nazębnej. Strumień wody pulsował z częstotliwością 1200 impulsów na minutę. Inne badania pokazują, że stosowanie doustnego irygatora nie tylko zmniejsza poziom płytki nazębnej, ale również skład gatunkowy mikroflory, która ją tworzy, sprawiając że jest ona mniej patogenna. Dodatkowo zauważono znaczącą redukcję poziomu cytokin i mediatorów prozapalnych (IL-1ß and PGE2).
Husseini i inni przeprowadzili przegląd systematyczny literatury, aby ocenić skuteczność działania irygatora jako sposobu uzupełniającego codzienną higienę jamy ustnej w usuwaniu płytki nazębnej i zmniejszaniu stanów zapalnych dziąseł.
Większość cytowanych badań w przeglądzie systematycznym wykazuje, że uzupełnienie szczotkowania zębów o stosowanie irygatora w porównaniu do używania tylko szczoteczki do zębów znacząco zmniejsza poziom krwawienia i stan zapalny dziąseł. Natomiast dodatkowe zastosowanie irygatora, jako uzupełnienie codziennej higieny jamy ustnej nie wpłynęło znacząco na zmniejszenie poziomu płytki nazębnej.